# William Bloch
William Edvard Bloch (30. marts 1845 – 1. november 1926) var en dansk forfatter og teaterinstruktør. Født i København 1845 som søn af grosserer Jørgen Peter Bloch og Ida Emilie Ulrikke Henriette Weitzmann.
Han blev student 1864 på Borgerdydskolen i København og tog 1871 juridisk embedseksamen. Året efter mødtes han den (12. april 1872) med H.C. Andersen i Korsør for at rejse sydpå. Rejsen gik til Tyskland, Østrig og Italien med besøg i bl.a. Dresden, Wien, Venedig, München og Nürnberg. Den varede to måneder og sluttede med et besøg på Basnæs 7.–13. juni. På rejsen besøgte de to rejsekammerater bl.a. Henrik Ibsen i Dresden (22. april).
William Bloch udnævntes 1881 til sceneinstruktør ved Det kongelige Teater og ægtede 11. juni 1887 skuespillerinden Anna Kristine Lindemann (1868–1953) siden kendt som Anna Bloch. 
Han blev Ridder af Dannebrog 1889 og Dannebrogsmand 1903.
Brødre:
- Carl Bloch – maler
- Emil Bloch – kunsthistoriker
- Oscar Bloch – læge

Han er begravet på Vestre Kirkegård.

## Værker
- Bloch, William og Bøgh, Nicolaj Kanariefuglen (af ). Folketeatret (1870)
- Bloch, William De hvide Roser (1872, dramatik)
- Bloch, William Lygtemænd (1875, dramatik)
- Bloch, William 'Naar Møbler flyttes (1879, dramatik)

## Udgivelser
- Holten, C.F. Von, Generalmajor C.F. v. Holtens Erindringer. Udgivne af William Bloch. (1899)